# キャント・バイ・ミー・ラヴ
「キャント・バイ・ミー・ラヴ」（Can't Buy Me Love）は、ビートルズの楽曲である。レノン＝マッカートニー名義となっているが、実質的にはポール・マッカートニーによって書かれた楽曲。1964年3月にシングル盤として発売されたのち、ビートルズ初の主演映画『ビートルズがやって来るヤァ!ヤァ!ヤァ!』で使用され、同作のサウンドトラック盤にあたる3作目のイギリス盤公式オリジナル・アルバム『ハード・デイズ・ナイト』にも収録された。シングル盤はイギリス、アメリカ、オーストラリア、アイルランド、ニュージーランド、スウェーデンのシングルチャートで第1位を獲得し、イギリスでは1960年代で4番目に高い売上枚数を記録したシングルとなった。
ローリング・ストーンの選ぶオールタイム・グレイテスト・ソング500では295位にランクされている。

## 背景・曲の構成
パリ滞在時、ビートルズはホテル・ジョルジュサンク・パリに宿泊していて、メンバーはスイートルームに備え付けられていたアップライトピアノを使用して作曲を行っていた。その際にマッカートニーが書いたのが「キャント・バイ・ミー・ラヴ」であった。イントロがなく、いきなりタイトルを叫ぶマッカートニーのボーカルから始まり、曲のエンディングもタイトルを連呼して終わる。これは曲に強いインパクトを持たせようとしたプロデューサーのジョージ・マーティンの発案である。
ヴァースは、ビートルズの公式発表曲では珍しく、12小節のブルース形式になっている。これについて、マッカートニーは「『キャント・バイ・ミー・ラヴ』は、ブルースっぽい演奏に挑戦しようとした曲。アイデアの背景は『回りには素晴らしい物がいくつもあるけど、僕が本当に欲しいものはお金で買えない』というものだった」と語っている。
1966年にアメリカのジャーナリストから、歌詞の真意について質問された際にマッカートニーは「歌詞については、聴いた人がそれぞれ好きなように解釈しても良いと思う。でも、『キャント・バイ・ミー・ラヴ』が娼婦の歌だという解釈は間違ってる。それは行き過ぎた考えだ」と答えている。

## 録音
「キャント・バイ・ミー・ラヴ」の録音は、1964年1月29日にパリのパテ・マルコーニ・スタジオで開始された。当時ビートルズはオランピア劇場に18日間に渡って出演中であったが、EMI西ドイツ支部のプロデューサー、オット・デムラーの要請により、ビートルズの楽曲のドイツ語版が制作されることになった。メンバーは拒否したが、マーティンの説得により渋々「抱きしめたい（ドイツ語）」と「シー・ラヴズ・ユー（ドイツ語）」の録音を行った。2曲の録音を予定よりも早く終えたビートルズは、本作のガイド・ボーカルを伴ったバッキング・トラックの録音に着手した。当初はハーモニーが入っていたが、最初のテイクを再生した後に、必要ないと判断され消去された。これにより、本作はビートルズの楽曲で初めてバッキング・ボーカルが入っていない楽曲となった。1995年に発売された『ザ・ビートルズ・アンソロジー1』には、この日に録音されたテイク1と2を組み合わせた音源が収録されており、完成版よりも1音高いキーで演奏されている。
帰国後の2月25日にEMIレコーディング・スタジオで、マッカートニーのボーカルのオーバー・ダビングが行われた。なお、同日にはジョージ・ハリスンのギターソロが録り直されたが、先のセッションで録音されたギターソロも完成版で聴くことができる。
ビートルズの友人で、オーバー・ダビング・セッションにも参加したヘレン・シャピロは、リンゴ・スターが追加のシンバルの音を加えたと語っている。なお、ジェフ・エメリックは本作のモノラル・ミックス時に、ノーマン・スミスがハイハットをオーバー・ダビングしたと述べている

## 発売
「キャント・バイ・ミー・ラヴ」は、B面にジョン・レノン作の「ユー・キャント・ドゥ・ザット」を収録したシングル盤として、アメリカでは1964年3月16日、イギリスでは4日後の3月20日に発売された。アメリカでは、Billboard Hot 100で5週連続で第1位を獲得し、1964年4月4日付の同チャートでは1位から5位をビートルズの楽曲が独占した。
イギリスでは、4月2日付の全英シングルチャートで第1位を獲得し、4作目の首位獲得作品となった。2012年11月時点で153万枚の売上を記録し、2018年12月時点でイギリスで35番目に売上枚数が多いシングルでとなっている。
「キャント・バイ・ミー・ラヴ」は、1964年7月6日に公開されたビートルズ初の主演映画『ビートルズがやって来るヤァ!ヤァ!ヤァ!』のメンバー4人が運動場ではしゃいでるシーンで使用された。同月に発売された3作目のイギリス盤公式オリジナル・アルバム『ハード・デイズ・ナイト』やアメリカでユナイテッド・アーティスツ・レコードより発売された『A Hard Day's Night (United Artists)』にも収録された。その後『オールディーズ』、『ヘイ・ジュード』、『ザ・ビートルズ1962年〜1966年』、『リール・ミュージック』、『ザ・ビートルズ1』などのコンピレーション・アルバムにも収録された。
2011年に発表されたローリング・ストーンの選ぶオールタイム・グレイテスト・ソング500では、295位にランクインした。
2015年9月にビートルズは、動物の倫理的扱いを求める人々の会のテレビCMに本作を使用することを許可した。

## クレジット
※特記がない限り、出典はイアン・マクドナルドの著書
- ポール・マッカートニー - ダブルトラックのボーカル、ベース
- ジョン・レノン - アコースティック・ギター（リズムギター）
- ジョージ・ハリスン - ダブルトラックのギター（リードギター）
- リンゴ・スター - ドラム
- ノーマン・スミス - ハイハット[18]

## チャート成績

### 週間チャート
| チャート (1964年)                      | 最高位 |
| -------------------------------------- | ------ |
| オーストラリア (Kent Music Report)     | 1      |
| ベルギー (Ultratop 50 Wallonia)        | 6      |
| ベルギー (Ultratop 50 Flanders)        | 5      |
| オランダ (Single Top 100)              | 1      |
| アイルランド (IRMA)                    | 1      |
| ニュージーランド (Lever Hit Parade)    | 1      |
| ノルウェー (VG-lista)                  | 3      |
| スウェーデン (Kvällstoppen Chart)      | 1      |
| UK シングルス (OCC)                    | 1      |
| US Billboard Hot 100                   | 1      |
| US Cash Box Top 100                    | 1      |
| 西ドイツ (Media Control Singles Chart) | 24     |

### 年間チャート
| チャート (1964年)                    | 順位 |
| ------------------------------------ | ---- |
| UK Singles (Official Charts Company) | 1    |
| US Billboard Hot 100                 | 52   |
| US Cash Box                          | 68   |

## 認定と売上
| 国/地域               | 認定   | 認定/売上数 |
| --------------------- | ------ | ----------- |
| イギリス (BPI)        | Silver | 1,547,454   |
| アメリカ合衆国 (RIAA) | Gold   | 2,100,000   |
| 概要                  |        |             |
| Worldwide             |        | 6,000,000   |

## カバー・バージョン
エラ・フィッツジェラルドは、1964年に発売されたアルバム『ハロー・ドリー!』で本作をカバーした。後にシングル・カットされ、全英シングルチャートでは最高位34位を記録した。フィッツジェラルドによるカバー・バージョンについて、『ガーディアン』誌のアレクシス・ペトリディスは「親しみやすいジャズ・カバー」「世代を超えたビートルズの魅力を確立する重要な役割を果たした」と評している。
日本では、つんく♂が、2000年に発売されたNHK-BSでの企画によるビートルズのカバー・アルバム『A HARD DAY'S NIGHT つんくが完コピーやっちゃったヤァ!ヤァ!ヤァ! Vol.1』で、本作をカバーした。
マッカートニーは、1989年から1990年にかけて行われたワールドツアーで、24年ぶりに本作を演奏した。同ツアー以降、マッカートニーのライブの定番曲となっている。ライブ・アルバム『ポール・マッカートニー・ライブ!!』、『ポール・マッカートニー・ライブ・ハイライツ!!』、『バック・イン・ザ・U.S. -ライブ2002』、『バック・イン・ザ・ワールド』にライブ音源が収録された。